# 馬場正雄
馬場 正雄（ばば まさお、1923年10月4日 - 1986年10月27日）は、日本の経済学者。学位は、経済学博士（1962年）。元京都大学教授。

## 略歴
滋賀県出身。京都大学経済学部卒、1962年「景気予測と企業行動」で経済学博士の学位を取得。和歌山大学講師、助教授、京都大学助教授、教授。1971年 - 1974年京都大学経済研究所所長、1986年に再任されるが、ほどなく63歳で死去した。

## 著書
- 『景気予測と企業行動』創文社 経済発展研究会叢書 1961
- 『経済見通し 成長と安定への道』中公新書 1969
- 『反独占の経済学』筑摩書房 1974
- 『エコノミストの視点』筑摩書房 1983
- 『日本経済観測と分析』名古屋大学出版会 1988

### 共編著
- 『景気変動の分析と予測』杉浦一平共著 有斐閣 1961
- 『社会人のための応用経済学』宮崎勇共編 日本経済新聞社 1967
- 『寡占の経済学』新野幸次郎共編 日本経済新聞社 1969
- 『計量経済学入門』編 有斐閣双書 1970
- 『産業組織』田口芳弘共編 日本経済新聞社 リーディングス・日本経済論 1970
- 『現代産業論』全3巻 篠原三代平共編 日本経済新聞社 1973-74
- 『日本の産業 5 産業社会と日本人』正村公宏共編 筑摩書房 1980

### 翻訳
- J.S.デューゼンベリー『景気循環と経済成長』好学社 1965
- W.F.ミュラー『産業組織論入門』監訳 岩崎晃訳 東洋経済新報社 1977

## 論文
- 馬場正雄